# غوزنان (لوداب)
غوزنان (بالفارسية: گوزنان) هي قرية تقع في إيران في قسم لوداب الريفي. يقدر عدد سكانها بـ 357 نسمة بحسب إحصاء 2016.